# Porto (film 1935 De Macedo)
Porto è un film documentario del 1935 diretto da Artur Costa de Macedo.